# مژوزیورنی (آستراخان)
مژوزیورنی (به لاتین: Mezhozyorny) یک منطقهٔ مسکونی در روسیه است که در استان آستراخان واقع شده‌است.